# Ficción musical
La ficción musical es un género de ficción en el que la música es primordial: tanto como tema de estudio como a través del ritmo y el fluir de la prosa; es decir, la música se manifiesta a través del lenguaje mismo.
Entre los autores notables que han escrito novelas de ficción musical se incluyen Don DeLillo (Great Jones Street), Tom Perotta (The Wishbones), Lewis Shiner (Glimpses), Roddy Doyle (The Commitments), Robert Dunn (Pink Cadillac), Nick Hornby (High Fidelity), Ibi Kaslik (The Angel Riots), Scott Spencer (The Rich Man's Table), Brian Paone (Yours Truly, 2095) y Randy Blazak (The Mission of the Sacred Heart).

## Descripción
En su antología The Best of Rock Fiction, la editora June Skinner Sawyers escribe: «La ficción rock no ha recibido el respeto adecuado que se merece, lo cual es lamentable dado el calibre de escritores que han capturado su esencia fugaz en la página escrita".
En la misma antología, el escritor de Rolling Stone Anthony DeCurtis habla de «la relación nerviosa» entre la música y la palabra escrita. «Las palabras son símbolos de permanencia desde hace mucho tiempo. En última instancia, la música es efímera y se evapora en tu memoria poco confiable una vez que la escuchas. Al tomar la música como inspiración, los escritores buscan capturar algo de esa inmediatez, ese espíritu del momento y mantenerlo quieto para el placer de sus lectores».